# Magdalena Caterina Morano
Magdalena Caterina Morano (ur. 15 listopada 1847 w Chieri; zm. 26 marca 1908 w Katani) – włoska salezjanka, błogosławiona Kościoła katolickiego.

## Życiorys
W dzieciństwie zmarł jej ojciec i siostra. Pracowała żeby utrzymać swoją rodzinę. Chciała zostać zakonnicą, jednak przez 12 lat uczyła katechizmu w parafii. W 1881 roku przeniosła się na Sycylię i tam spędziła ostatnie lata życia. Zmarła mając 60 lat w opinii świętości.
Została beatyfikowana przez papieża Jana Pawła II 5 listopada 1994 roku w Katanii.